# 乔希·韦斯特
乔希·韦斯特（英語：Josh West，1977年3月25日—），英国男子赛艇运动员。他曾代表英国参加2004年和2008年夏季奥林匹克运动会赛艇比赛，其中2008年奥运会获得一枚银牌。